# Pesido
Pesido is een bestuurslaag in het regentschap Wonogiri van de provincie Midden-Java, Indonesië. Pesido telt 2978 inwoners (volkstelling 2010).